# Canale Miami-Erie

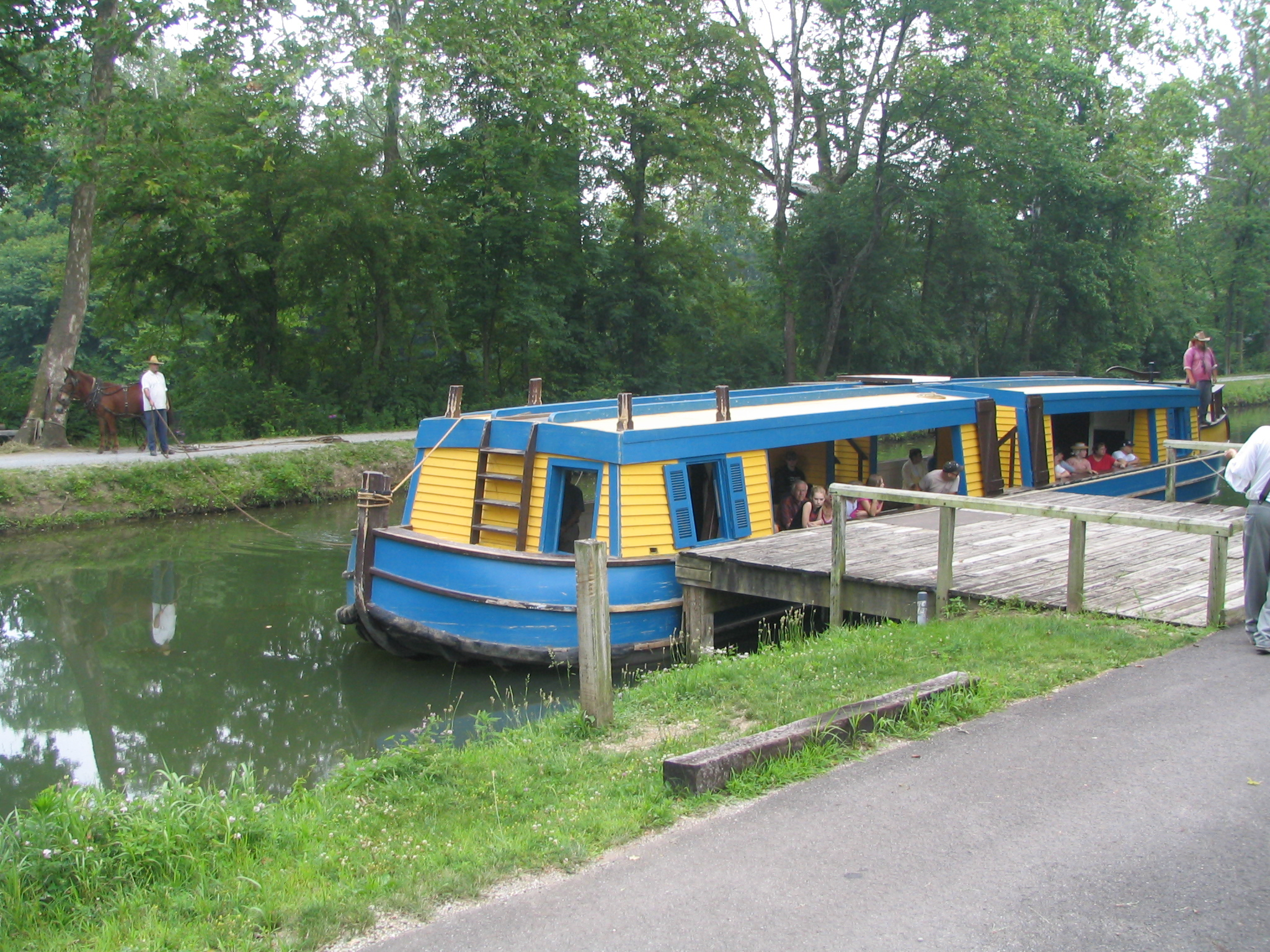
Navigazione sul canale Miami-Erie.

Il canale Miami-Erie è stato un canale che collegava il fiume Ohio nella città di Cincinnati con il lago Erie a Toledo, in Ohio. È composto da 19 acquedotti, 3 stazioni di guardia e 103 chiuse.
Ogni chiusa misura 90 piedi per 15 che, nel complesso, misurano 395 piedi rispetto alla posizione del lago Erie e 513 piedi in proporzione del fiume Ohio. La sorgente del canale fu chiamata Loramie Summit e si estende a 19 tra la città di New Bremen e quella di Lockington, a nord di Piqua.
Il sistema, che consiste in 301,49 miglia di canale, fu completato nel 1845 per una somma di 8.062.680,07 dollari americani. Le barche che navigano sul canale regolarmente furono sostituite ai classici buoi e asini. Le barche coprono tradizionalmente in un'ora una distanza di 4 o 5 miglia.
Una mappa topografica dell'Ohio mostra l'altitudine del canale e i sentieri a lui unito. Essa è conservata nel Museo dei Patrimoni a Maria Stein, in Ohio, una località situata a 6 miglia a ovest del canale e a pochi chilometri a sud del lago St. Marys.
Il lago St. Marys, un lago artificiale situato nei pressi della città di St. Marys, in Ohio, fu originariamente costruito come bacino idrico a supporto del canale. Il lago Loramie nella Contea di Shelby fu costruito allo stesso scopo del precedente. Il lago Indian nella Contea di Logan fu ingrandito per distribuire acqua, in caso di necessità, a diversi corsi d'acqua vicini.
Il ramo del canale Miami-Ohio che fu costruito da Middletown a Lebanon è stato chiamato Warren County Canal. Questo ramo fu inaugurato nel 1840, ma ci vollero solo 15 anni per abbandonarlo. Un altro piccolo ramo, il Sidney-Port Jefferson feeder canal, copre la valle di Miami da Lockington a Sidney fermandosi a pochi passi da Port Jefferson. Si possono vedere, sulle rive del canale, diverse fabbriche manufattiere, attività molto diffusa nella zona. Molte ferrovie e l'Interstate 75 sono un mezzo di trasporto alternativo e più comodo e veloce del canale.

## Declino e abbandono
Completato pochi mesi prima della linea ferroviaria dell'Ohio, il canale ha sempre gareggiato con i treni per la maggiore utilità. Ghiacciato in inverno, e navigabile solo con barche lente, rende evidentemente più efficienti le ferrovie, specialmente per il trasporto di merci e di folle di passeggeri. Le barche sul canale hanno trasportato per anni cereali e maiali, benché, dal 1906, cessò di essere un mezzo di trasporto molto utilizzato. Una catastrofica inondazione del fiume Great Miami nel 1913 spinse alla costruzione di argini lungo il fiume. Tuttavia l'inondazione causò seri danni alle infrastrutture lungo il lago.
La diciassettesima chiusa è localizzata nel Carillon Historical Park a Dayton, in Ohio. Una completa, ma non restaurata è localizzata verso la fine della State Route 571 a Tipp City. I resti della chiusa Excello sono sempre localizzati nella Contea di Butler, ma nell'Excello Locks Park nei pressi dell'incrocio tra la State Route 73 e la South Hamilton Middletown Road a Lemon Township.
Nei pressi del fiume, passava la linea ferroviaria Right-of-way, ramo della Ferrovia Cincinnati-Erie, un treno interurbano che operò fino al 1940. Una parte della right-of-way venne recentemente trasformata nella Wright-Lockland Highway (ora parte dell'Interstate 75). Dal 1920 al 1925 furono spesi sei milioni di dollari per sfruttare le zone vicino al canale allo scopo di costruire un nuovo quartiere residenziale di Cincinnati. La superficie del corso d'acqua fu coperta da molti ponti nei pressi di Central Parkway. I fondi finirono prima della fine della costruzione della Metropolitana di Cincinnati.

## Luoghi di rilievo lungo il canale
Il ripopolamento dell'Ohio portò all'eliminazione della parte iniziale e di quella finale del canale. Comunque, nella parte finale del canale è presente un tubo di scarico al Ludlow Park di St. Bernard dove il corso d'acqua è ben visibile. Il canale è sempre in piena e navigabile nella zona rurale tra Delphos e St. Marys. A sud di St. Mary's dal canale sono stati ottenuti vari piccoli canali, con vecchie chiuse rovinate.
Andando da nord a sud seguendo la Route 66 (Ohio) su può vedere l'alveo del vecchio canale a Delphos, un piccolo parco storico chiamato "Deep Cut", a St. Marys, la seconda chiusa, architettonicamente importante in quanto risale al periodo delle costruzioni in legno ed è una delle più vecchie dell'Ohio, New Bremen, Minster, Ft Loramie e Piqua. Il Deep Cut del Canale Miami-Erie è un National Historic Landmark, ed è ubicato nei pressi di Spencerville.
Il parco è stato istituito nel 1964. Il parco storico di Piqua è la parte più interessante del percorso e qui sono conservate alcune delle prime imbarcazioni che hanno navigato questo corso d'acqua. La Delphos Canal Commission ha istituito un museo riservato al canale nella Main Street della città.
Inoltre, sul corso del canale, si trova il Providence Metropark, nei pressi di Grand Rapids, nel nord-ovest dell'Ohio, dove sono presenti alcune imbarcazioni storiche e la quarantaquattresima chiusa. Questa chiusa è un originale elemento architettonico, probabilmente una delle più antiche dello Stato.